# Marshalling (informatyka)
Marshalling – proces zamiany obiektu w inny (prostszy) format (ciąg bajtów, XML) w celu np. przesłania go przez sieć lub do innego wątku. Termin ten używany jest w takich technologiach jak CORBA, RMI.
O marshallingu mówi się zwłaszcza w przypadku przesyłania danych pomiędzy aplikacjami napisanymi w różnych językach programowania.

## Unmarshalling
Proces odwrotny do marshallingu – tworzenie obiektu na podstawie otrzymanych bajtów.